# 吴蔚起坊
吴蔚起坊，位于中国安徽省黄山市屯溪区东北郊屯光镇南溪南村村北水口处，毗邻吴中明坊。
吴蔚起坊立于清康熙五十四年(1715)乙未冬月，宽9.6米，高13.4米，为四柱三间三楼冲天式。刻有“覃恩”、“荣封三代”字样。
吴蔚起坊为清康熙四十二年（1703）癸未科进士、贵州道监察御史吴蔚起而建。
2012年6月21日，槐塘双坊公布为第六批安徽省文物保护单位。